# Železničná spoločnosť
Železničná spoločnosť (acronimo ZSSK) era una società per azioni, di trasporto ferroviario della Slovacchia, creata nel 2002 per scorporo dall'operatore statale unico Železnice Slovenskej republiky (Ferrovie della Repubblica slovacca o ŽSR) che gestiva le infrastrutture ferroviarie in Slovacchia dal 1993 (anno in cui vennero divise le ferrovie di stato della ex-Cecoslovacchia).
Nel 2005 la società è stata ulteriormente divisa in Železničná spoločnosť Slovensko (ZSSK) che fornisce servizi di trasporto passeggeri e Železničná spoločnosť Cargo Slovakia (ZSSK Cargo) che si occupa del trasporto merci.